# Rawlston Masaniai
Rawlston Ray Masaniai (Pago Pago, 13 maggio 1983) è un calciatore samoano americano, centrocampista della nazionale di calcio delle Samoa Americane. È uno dei pochi calciatori della sua nazione ad aver giocato all'estero.

## Carriera

### Club
Ha giocato nella quinta divisione tedesca e nelle serie minori statunitensi.

### Nazionale
Tra il 2011 ed il 2015 ha giocato 6 partite in nazionale, tutte in partite di qualificazione ai Mondiali.